# Signe Tjerneld
Signe Margareta Tjerneld, född 27 december 1887 i Härnösand, död 4 juli 1937 i Sundsvall, var en svensk teckningslärare och målare.
Hon var dotter till läroverksadjunkten Erik Albert Tjerneld och Selma Lucia Arnell samt syster till Selma Tjerneld. Hon utbildade sig till teckningslärare vid Tekniska skolan i Stockholm och efter examen 1911 anställdes hon som lärare i teckning och välskrivning vid Sundsvalls flickskola. Hon medverkade i utställningen Svenska akvareller som visades på Konstakademien 1925, Föreningen Svenska Konstnärinnors utställning på Liljevalchs konsthall 1927 och Sundsvallsutställningen 1928 samt i samlingsutställningar med provinsiell konst.